# 미하엘 엔데

미하엘 안드레아스 헬무트 엔데(독일어: Michael Andreas Helmuth Ende, 1929년 11월 12일 ~ 1995년 8월 28일)는 독일의 작가이다.
바이에른주의 최남단인 가르미슈파르텐키르헨에서 태어나 슈투트가르트 근처에서 위암으로 사망하였다. 아동을 대상으로 한 판타지 문학으로 유명하다. 뮌헨의 연극학교를 졸업한 후 배우, 극작가, 연출가, 비평가로서 다양하게 활동하였다. 1960년 《짐 크노프와 기관사 루카스》, 1973년 동화소설 《모모》를 발표하여 독일 청소년 문학상을 수상하였다. 엔데의 작품은 전세계적으로 3,000만 부 이상의 재고가 판매되고 약 40종류 언어로 번역되었다.
어린이와 어른을 동시에 사로잡는 환상적인 작품으로 전세계에 수천만의 독자를 가진 엔데에 대해 세계의 언론들은 동화와 환상소설을 통해 금전과 시간의 노예가 된 현대인을 고발한 철학자로 평가하였다. 작품으로는 <기관차 대여행>, <모모>, <끝없는 이야기>, <마법의 설탕 두 조각>, <마법학교>, <냄비와 국자 전쟁> 등이 있다.

## 주요 작품
- 1960년 《짐 크노프와 기관사 루카스 (Jim Knopf und Lukas, der Lokomotivführer)》
- 1962년 《짐 크노프와 13인의 해적(Jim Knopf und die wilde Dreizehn)》
- 1967년 《Die Spielverderber (The Spoilsport)》
- 1972년 《끈기짱 거북이 트랑퀼라 (Tranquilla Trampeltreu die beharrliche Schildkröte)》
- 1973년 《모모 (Momo)》
- 1975년 《Das Kleine Lumpenkasperle》
- 1978년 《Das Traumfresserchen (Translated into English by Gwen Mars as The Dream Eater in 1978)》

《Lirum Larum Willi Warum: Eine lustige Unsinngeschichte für kleine Warumfrager》
- 1979년 《끝없는 이야기 (Die unendliche Geschichte)》
- 1981년 《Der Lindwurm und der Schmetterling oder Der seltsame Tausch (1981)》
- 1982년 《Die zerstreute Brillenschlange》

《Die Schattennähmaschine》
《Das Gauklermärchen (The Juggler's Tale)》
《Written with Erhard Eppler and Hanne Tächl - Phantasie/Kultur/Politik: Protokoll eines Gesprächs (Fantasy/Culture/Politics: transcript of a conversation)》
《Die Ballade von Norbert Nackendick; oder das nackte Nashom》
- 1983년 《거울 속의 거울 (Der Spiegel im Spiegel)》
- 1989년 《Der satanarchäolügenialkohöllische Wunschpunsch)》
- 1984년 《Norbert Nackendick; oder das nackte Nashom》

《Der Spiegel im Spiegel (1986) (Translated into English by J. Maxwell Brownjohn as Mirror in the Mirror: a labyrinth in 1986)》
《Filemon Faltenreich》
《Der Goggolori (1984)》
- 1985년 《Archäologie der Dunkelheit (Archaeology of Darkness)》
- 1986년 《Trödelmarkt der Träume: Mitternachtslieder und leise Balladen (Midnight songs and quiet ballads)》
- 1988년 《Ophelias Schattentheater (Translated into English by Anthea Bell as Ophelia's Shadow Theater in 1989)》

《Wrote the libretto for Die Jagd nach dem Schlarg》
- 1989년 《Der satanarchäolügenialkohöllische Wunschpunsch (Translated into English by Heike Schwarzbauer and Rick Takvorian as The Night of Wishes: or, The Satanarchaeolidealcohellish Notion Potion in 1992)》

《Die Vollmondlegende (1989) (The Legend of the Full Moon)》
- 1990년 《Die Geschichte von der Schüssel und vom Löffel》
- 1992년 《자유의 감옥 (Das Gefängnis der Freiheit)》

《Der lange Weg nach Santa Cruz (The Long Road to Santa Cruz)》
- 1993년 《Der Teddy und die Tiere》

《Der Rattenfänger)》
- 1998년 《망각의 정원 (Der Niemandsgarten)》

외 다수